# Presbiterianismo em São Paulo
O Presbiterianismo é a terceira maior família denominacional protestante histórica em São Paulo (atrás apenas dos batistas e adventistas), correspondendo a 0,5% da população da unidade federativa.

## História
O Presbiterianismo chegou a São Paulo em 1863, com a chegada do Rev. Alexander Latimer Blackford, cunhado do Rev. Ashbel Green Simonton. A partir do seu trabalho missionário, em 1865 foi organizada a Primeira Igreja Presbiteriana de São Paulo.
Em 1869, o Rev. George W. Chamberlain assumiu o pastoreio da igreja de São Paulo. No ano seguinte, o pastor e sua esposa (Mary Annesley) iniciaram o Colégio Mackenzie, que viria posteriormente a originar o Instituto Presbiteriano Mackenzie e a Universidade Presbiteriana Mackenzie.
Em 1893, a Segunda Igreja Presbiteriana de São Paulo foi organizada pelos Revs. William Alfred Waddell e F. J. Perkins e outra igreja em 1899. Estas duas se uniram em 1900, para formar a atual Igreja Presbiteriana Unida de São Paulo.
Em 1903, a Primeira Igreja Presbiteriana de São Paulo se separou da Igreja Presbiteriana do Brasil e participou da formação da Igreja Presbiteriana Independente do Brasil.
A partir da evangelização e plantação de mais igrejas, o Presbiterianismo tornou-se a terceira maior família denominacional protestante histórica no Estado. Em  14 de julho de 2014, foi promulgada, no Muncípio de São Paulo, a Lei Municipal nº 16.028, que estabeleceu a data como o dia municipal do Presbiterianismo.

## Igreja Presbiteriana do Brasil

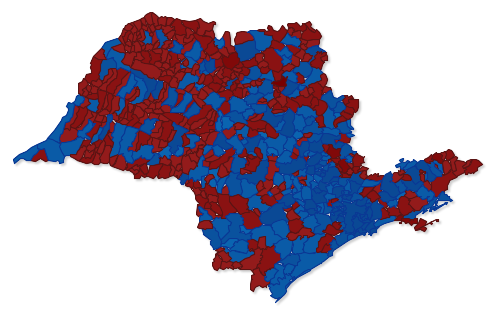
Municipios com igrejas federadas a Igreja Presbiteriana do Brasil em São Paulo

A Igreja Presbiteriana do Brasil é a maior denominação presbiteriana em São Paulo. É constituída no Estado por 16 Sínodos, a saber: Sínodo Bauru, Sínodo Campinas, Sínodo Grande ABC, Sínodo Leste de São Paulo, Sínodo Limeira, Sínodo Litoral Paulista, Sínodo Mojiana, Sínodo Norte Paulistano, Sínodo Oeste de São Paulo, Sínodo Paulistano, Sínodo Piratininga, Sínodo São Paulo, Sínodo Sorocaba, Sínodo Sudoeste Paulista, Sínodo Unido e Sínodo Vale do Paraíba , que juntos possuem 58 presbitérios e aproximadamente 702 igrejas e congregações federadas em todo o Estado.
A denominação opera no Estado o Seminário Presbiteriano do Sul e o Seminário Teológico Presbiteriano Reverendo José Manoel da Conceição, 2 de seus 8 seminários no Brasil.

## Igreja Presbiteriana Independente do Brasil
A Igreja Presbiteriana Independente do Brasil possui 40 igrejas na cidade de São Paulo.

## Igreja Presbiteriana Unida do Brasil
A Igreja Presbiteriana Unida do Brasil possui 2 presbitérios no Estado, o Presbitério de São Paulo e o Presbitério de Jundiaí, que juntos possuem 11 igrejas.

## Igreja Presbiteriana Conservadora do Brasil
A  Igreja Presbiteriana Conservadora do Brasil tem 5 de seus 8 Presbitérios com igrejas em São Paulo. São eles: O Presbitério do Paulistano com igrejas/congregações em São Paulo, Ferraz de Vasconcelos e Suzano; Presbitério de Guarulhos com igrejas/congregações em São Paulo e Guarulhos; Presbitério de Piratininga com igrejas/congregações em São Paulo, São Bernardo do Campo; O Presbitério do Oeste Paulista com igrejas/congregações em Pedrinhas Paulista, Bauru, Birigui, Palmares Paulista, Santa Fé do Sul, Presidente Prudente; Presbitério Bandeirante com igrejas/congregações em Itapetininga, Campinas e Limeira.

## Igreja Presbiteriana Fundamentalista do Brasil
A Igreja Presbiteriana Fundamentalista do Brasil possui igrejas em Limeira.